# Rondo Business Park
Rondo Business Park – 14-kondygnacyjny wieżowiec klasy A w Krakowie o wysokości ok. 59 m znajdujący się obok ronda Polsadu (ul. Lublańska/Al. gen. T. Bora-Komorowskiego). Wieżowiec posiada elewacje ze szkła, kamienia i aluminium. Budynek zaprojektowało biuro Ingarden & Evy. Inwestycje zapoczątkowała firma „Super Krak” pod nazwą „Centrum Biznesu Olsza”, następnie odsprzedała teren wraz z fundamentami i projektem „Grupie Buma”, która posiada już w Krakowie inny duży obiekt biurowy „Buma Square” przy ulicy Wadowickiej.
Inwestycja była podzielona na dwa etapy: I etap to czternastokondygnacyjny wieżowiec z przyziemiem (16900 m²), II etap – kolejne powierzchnie biurowe i usługowe (8000 m², cztery piętra).
Kompleks Rondo Business Park dysponuje 510 miejscami parkingowymi (240 w podziemiach).